# Ankober (meteorito)
Ankober es un meteorito de condrita H que cayó a la tierra el 7 de julio de 1942 en Shewa, Etiopía.

## Clasificación
Se clasifica como una condrita ordinaria H4.